# دقمحري
دقمحري (بالإنجليزية: Dekemhare)‏ هي مدينة، تتبع منطقة فرعية دقمحري ‏، بلغ عدد سكانها 10٬959 نسمة.